# Esporte Clube Cabo Branco
O Esporte Clube Cabo Branco, conhecido também como Clube Cabo Branco, ou simplesmente Cabo Branco, é um clube social e esportivo localizado na cidade de João Pessoa, capital da Paraíba.
Fundado em 1915, é conhecido pelo seu extinto departamento de futebol, tendo conquistado dez Campeonatos Paraibanos.

## História
Fundado em 1915, o clube teve grande destaque no Campeonato Paraibano, conquistando duas vezes o bicampeonato seguido estadual e tendo sido vice-campeão seis vezes ao todo. O seu último título foi em 1934.
A extinção do departamento de futebol foi na década de 40, mas o clube continua em atividade em esportes como o Futsal. O clube realiza vários eventos sociais na cidade, como o tradicional “Baile vermelho e branco”, que teve o seu início em 1953.